# Fëdorovskij (Circondario autonomo degli Chanty-Mansi-Jugra)
Fëdorovskij (in russo Фёдоровский?) è un insediamento di tipo urbano della Russia siberiana occidentale situato nel distretto Surgutskij del Circondario Autonomo degli Chanty-Mansi.
Si trova sul fiume Mochovaja, a est di Chanty-Mansijsk e 56 km a nord di Surgut.